# Claudio Fragasso
Claudio Fragasso, noto anche con il nome d'arte di Clyde Anderson (Roma, 2 ottobre 1951), è un regista cinematografico, sceneggiatore, produttore cinematografico e attore italiano.

## Biografia
Nell'arco del suo percorso lavorativo ha toccato tutti i generi cinematografici dal cinema d'autore all'horror, alla commedia. Inizia la carriera con autoproduzioni in super 8: Paure e realtà (1972) e Passaggi (1977). Con quest'ultimo attira l'attenzione della critica e nel 1979 partecipa all'VIII Premio per Autori Cinematografici Italiani "Angelo Rizzoli", vincendo il premio "Cinema giovane" (insieme con i film Morte di un operatore di Faliero Rosati e Volontari per destinazione ignota di Alberto Negrin). Successivamente Americo Sbardella proietta il film Passaggi al Filmstudio di Roma dove resta in cartellone fino al 1980. Nel 1981 il suo primo film in 35mm Difendimi dalla notte partecipa al festival di Annecy, Nizza e San Sebastián.
Dopo l'incontro con Bruno Mattei ne diventa uno stretto collaboratore e si dedica ai generi horror d'azione, western e peplum. Con Mattei co-dirige film come Virus, Rats - Notte di terrore e Zombi 3 (dove subentrano a Lucio Fulci).
Da solo dirige horror sempre a basso budget come La casa 5, After Death (Oltre la morte), Non aprite quella porta 3 e Troll 2 (1990), che sull'Internet Movie Database figurava tra i peggiori cento film di sempre, secondo le votazioni degli utenti. Nei decenni successivi il film acquista uno status di culto, culminando nell'happening noto come Nilbog Invasion. Dal 2005 Troll 2 viene proiettato il venerdì a mezzanotte, nei cinema statunitensi insieme a The Rocky Horror Picture Show e nelle TV la notte di Halloween. Il fenomeno non accenna a diminuire allargandosi anche in Europa. Il film era nato come una commedia dal titolo originale di Goblin, che nulla aveva a che fare col seguito del film Troll (1986).
Fragasso si fa le ossa con i mockbuster. Con questo termine si indicano i film, spesso a basso costo, che cercando di cavalcare l'onda di altri che hanno riscosso un notevole successo oppure che vengono spacciati dalle distribuzioni come seguiti di film esistenti, pur non essendoli nelle intenzioni dei realizzatori. I progetti di Fragasso in quest'ambito vengono girati in America con attori americani, eccetto Monster dog - Il signore dei cani, realizzato in Spagna a Madrid con protagonista il cantante Alice Cooper, ma sempre prodotto e finanziato da Eduard Sarlui per il mercato americano.
In seguito Fragasso mette a frutto l'esperienza estera dedicandosi ai generi più amati: thriller, drammatico, poliziesco, di denuncia sociale e politica. Teste rasate (1993) vince il premio della giuria giovane e del pubblico al festival del cinema italiano di Villerupt. Palermo Milano - Solo andata (1995) partecipa alla 52ª mostra internazionale d'arte cinematografica di Venezia nella sezione Panorama italiano, ed è in concorso al festival d'avventura e azione di Valenciennes, dove vince il premio RTL 2; candidato a cinque David di Donatello, nel 1995 ne ottiene due (fonico di presa diretta e miglior produttore). Concorso di colpa vince al Busto Arsizio Film Festival i premi per miglior film, colonna sonora, fotografia, sceneggiatura nel 2004. Tutti questi film, come anche Milano Palermo - Il ritorno (con Giancarlo Giannini e Raoul Bova) sono sceneggiati da Rossella Drudi.
Nel 2005 si ritaglia il ruolo del proprietario del cineclub nel suo film Concorso di colpa, omaggiando (anche nelle sembianze) Americo Sbardella e il suo Filmstudio. Nel 2008 appare in Tutta la vita davanti, diretto da Paolo Virzì, nel ruolo caricaturale di un ministro della cultura romano. Nel 2013 ancora un cameo nel film Roma criminale, dell'amico stuntman Gianluca Petrazzi.
Nel 2011 è docente al Centro sperimentale di cinematografia, per un laboratorio sui generi cinematografici di azione voluto da Daniele Luchetti per gli studenti del primo e secondo anno di regia e sceneggiatura. A fine laboratorio le due classi del corso hanno realizzato un corto a tema, sotto la sua direzione. 
Nel 2013 è il presidente di giuria del Tirana Film Festival.
Nel 2021 ritorna all'horror con il film a episodi Italian Horror Stories, supervisionando la regia degli episodi.

## Filmografia

### Regista
- Paure e realtà (1973)
- Passaggi (1977)
- Difendimi dalla notte (1981)
- Monster dog - Il signore dei cani (1984)
- After Death (Oltre la morte) (1989)
- Troll 2 (1990)
- La casa 5 (1990)
- Non aprite quella porta 3 (1991)
- Pierino Stecchino (1992) – mai distribuito
- Teste rasate (1993)
- Palermo Milano - Solo andata (1995)
- Esercizi di stile, episodio Guardia e ladro (1996)
- Coppia omicida (1998)
- La banda (2001)
- Concorso di colpa (2005)
- Milano Palermo - Il ritorno (2007)
- Le ultime 56 ore (2009)
- Operazione vacanze (2012)
- La grande rabbia (2015)
- L'ultimo applauso – cortometraggio (2016)
- Italian Horror Stories – supervisione (2021)
- Karate Man (2022)

#### Co-regista con Bruno Mattei
- Virus (1980)
- L'altro inferno (1980)
- Violenza in un carcere femminile (1982) – non accreditato
- Blade Violent - I violenti (1983)
- I sette magnifici gladiatori (1983)
- Rats - Notte di terrore (1984)
- Bianco Apache (1987)
- Scalps (1987)
- Strike Commando (1987)
- Double Target - Doppio bersaglio (1987)
- Strike Commando 2 - Trappola diabolica (1988)
- Zombi 3 (subentrati a Lucio Fulci) (1988)

#### Aiuto regista
- Li chiamavano i tre moschettieri... invece erano quattro, regia di Silvio Amadio (1973)

### Sceneggiatore
- Pronto ad uccidere, regia di Franco Prosperi (1976)
- Vento, vento, portali via con te, regia di Mario Bianchi (1976)
- L'avvocato della mala, regia di Alberto Marras (1977)
- Napoli... i 5 della squadra speciale, regia di Mario Bianchi (1978)
- Il triangolo delle Bermude, regia René Cardona Jr. (1978)
- I guappi non si toccano, regia di Mario Bianchi (1979)
- Il medium, regia Silvio Amadio (1980)
- L'altro inferno, regia Claudio Fragasso e Bruno Mattei (1980)
- Virus, regia di Bruno Mattei e Claudio Fragasso (1980)
- La vera storia della monaca di Monza, regia di Bruno Mattei (1981)
- I sette magnifici gladiatori, regia di Bruno Mattei e Claudio Fragasso (1983)
- Blade Violent - I violenti, regia di Bruno Mattei e Claudio Fragasso (1983)
- Monster dog - Il signore dei cani, regia di Claudio Fragasso (1984)
- Rats - Notte di terrore, co-autore con Rossella Drudi, regia di Bruno Mattei e Claudio Fragasso (1985)
- Il piacere, regia di Joe D'Amato (1985)
- Strike Commando, regia di Bruno Mattei e Claudio Fragasso (1987)
- Double Target - Doppio bersaglio, regia di Bruno Mattei (1987)
- Trappola diabolica, regia di Bruno Mattei e Claudio Fragasso (1988)
- Zombi 3, co-autore con Rossella Drudi, regia di Lucio Fulci, Bruno Mattei e Claudio Fragasso (1988)
- Robowar - Robot da guerra, co-autore con Rossella Drudi, regia di Bruno Mattei (1988)
- Cop Game - Giochi di poliziotto, co-autore del soggetto con Rossella Drudi, regia di Bruno Mattei (1988)
- Nato per combattere, co-autore con Rossella Drudi, regia di Bruno Mattei (1989)
- Terminator 2, co-autore con Rossella Drudi, regia di Bruno Mattei (1989)
- Troll 2, co-autore con Rossella Drudi, regia di Claudio Fragasso (1990)
- La casa 5 (titolo originale: Beyond Darkness, titolo italiano depositato: Oltre il buio), co-autore con Rossella Drudi, regia di Claudio Fragasso (1990)
- Non aprite quella porta 3 (titolo originale: Night Killer), regia di Claudio Fragasso (1990)
- Palermo Milano - Solo andata, regia di Claudio Fragasso (1996)
- Coppia omicida, regia di Claudio Fragasso (1998)
- Karate Man, co-autore con Rossella Drudi, regia di Claudio Fragasso (2022)

### Attore
- Robowar - Robot da guerra, regia di Bruno Mattei (1988)
- Concorso di colpa, regia di Claudio Fragasso (2004)
- Tutta la vita davanti, regia di Paolo Virzì (2008)
- Nero infinito, regia di Giorgio Bruno (2013) – cameo
- Roma criminale, regia di Gianluca Petrazzi (2013) – cameo
- La grande rabbia, regia di Claudio Fragasso (2015)

### Televisione

#### Regista
- Operazione Odissea – serie TV (2000)
- Blindati – serie TV (2003)
- Una notte da paura – film TV (2011)

#### Sceneggiatore
- Appuntamento a Trieste (co-autore con Rossella Drudi), regia di Bruno Mattei – miniserie TV (1987)
- Operazione Odissea, regia di Claudio Fragasso (1999)
- Blindati, regia di Claudio Fragasso – miniserie TV (2000)
- Una notte da paura, regia di Claudio Fragasso – film TV (2011)